# Andrej Drukarov
Andrej Drukarov, né le 10 mai 1999 en Vilnius, est un skieur alpin lituanien.

## Biographie
À l'âge de dix ans, il part en Suisse vivre avec sa mère et prend base au village d'Andermatt. Il étudie le droit à l'université de Lucerne.
S'entraînant à Bormio, en Italie, Drukarov fait ses débuts dans les courses de la FIS lors de la saison 2015-2016, où il prend part notamment aux Jeux olympiques de la jeunesse à Lillehammer. En 2017, il est sélectionné pour sa première compétition dans l'élite, aux Championnats du monde à Saint-Moritz, enregistrant comme résultat une 43e au slalom géant.
En 2018, il devient le quatrième skieur alpin lituanien à participer aux Jeux olympiques, à l'occasion de l'édition de Pyeongchang, où il et également le plus jeune de sa délégation. Il y prend la 59e place au slalom géant et la 41e place du slalom. 41e est aussi son meilleur résultat aux  Championnats du monde 2019, place qu'il occupe au slalom géant.
En fin d'année 2020, il découvre la Coupe d'Europe, puis y marque ses premiers points au mois de février suivant au slalom géant de Berchtesgaden (13e). Aux Championnats du monde 2021, à Cortina d'Ampezzo, il réalise sa meilleure performance dans l'élite, terminant 23e du slalom géant. Quelques semaines plus tard, il  est au départ de sa première manche de Coupe du monde à l'occasion du slalom géant de Kranjska Gora.
En 2022, il est participant à ses deuxièmes jeux olympiques à Pékin, où il dispute le slalom géant, dont il prend la 20e place de la première manche, à mois de trois secondes de Marco Odermatt, mais chute lors de la deuxième manche.
Le 13 février 2022, lors du slalom géant de Kranjska Gora en Slovénie, il marque ses premiers points de Coupe du monde en terminant 28e.

## Palmarès

### Jeux olympiques d'hiver
| Épreuve / Édition   | Slalom géant | Slalom |
| JO 2018 Pyeongchang | 59e          | 41e    |
| JO 2022 Pékin       | Abandon      |        |

### Championnats du monde
| Épreuve / Édition | St.-Moritz 2017 | Åre 2019 | Cortina d'Ampezzo 2021 |
| Slalom géant      | 43e             | 41e      | 23e                    |
| Slalom            | Abandon         | 43e      | Abandon                |
| Super G           | -               | 47e      | -                      |